# Corpo e Meio
Corpo e Meio é uma curta-metragem portuguesa de Sandro Aguilar. Venceu o Festival Internacional de Curtas-Metragens de Vila do Conde e esteve nomeada aos Prémios do Cinema Europeu, na categoria de melhor curta-metragem.